# エルヴェ4世・ド・ドンジー
エルヴェ4世・ド・ドンジー（フランス語: Hervé IV de Donzy, 1173年 - 1222年1月22日）は、第5回十字軍に参加したフランスの貴族、ドンジー領主。1199年にヌヴェール女伯マティルド1世（マオー）・ド・クルトネー（ラテン帝国皇帝ピエール2世・ド・クルトネー娘）と結婚したことにより、ヌヴェール伯となった。

## 生涯
エルヴェはピエール2世・ド・クルトネーとジアン城を巡って争っていたが、ピエールをコーヌ＝クール＝シュル＝ロワールで破り捕縛し、1199年に和解が成立した。1219年のピエールの死後、エルヴェはオセールの相続をピエールの息子ナミュール侯フィリップおよびラテン皇帝ロベールと争っていたが、最終的にオセール伯およびトネール伯となった。1210年にはリエルネも獲得した。
エルヴェ夫妻はニヴェルネーやドンジー周辺地域の発展に貢献した。1209年、夫妻はベラリーにカルトジオ会修道院を創設した。また、エルヴェは1212年から1215年の間に、ビリー＝シュル＝オワジーのムサール城を修復した。1214年にはボーリューに小修道院を創設した。
1204年から1205年の間に、エルヴェはノルマンディー、ポワトゥー、トゥーレーヌでの対イングランドの戦いにおいてフランス軍に参加し、1208年にはアルビジョア十字軍に参加した。1214年、ブーヴィーヌの戦いにおいてはイングランド王ジョン側として参加したが、後にジョン王の仲介により、エルヴェはフランス王フィリップ2世の許しを受けた。1217年、イングランドのフランス侵攻に巻き込まれた
。
1222年、エルヴェはサン＝テニャンで死去した。毒殺とみられている。

## 子女
ヌヴェール女伯マティルド1世（マオー）・ド・クルトネー（ラテン帝国皇帝ピエール2世・ド・クルトネー娘）との間に以下の子女がいる。
- アニェス（1205年 - 1225年） - 1217年にフランス王ルイ8世の長子フィリップと結婚したが[11]、フィリップは翌年に死去した。サン＝ポル伯ギー2世（シャティヨン家）と再婚[12]、娘ヨランド・ド・シャティヨンはブルボン領主アルシャンボー9世と結婚した[13]。

1222年にエルヴェが死去した後、1226年にマオーはフォレ伯ギーニュ4世と再婚した。